# Сан Хуан, Антония
Антония Сан Хуан Фернандез (исп. Antonia San Juan Fernández, род. 22 мая 1961) — испанская актриса, кинорежиссёр и сценарист.
Родилась в Лас-Пальмас-де-Гран-Канария, Испания. В 19 лет переехала в Мадрид, где состоялся её актёрский дебют в театре. Известность ей принесла роль транссексуала Аградо в драме Педро Альмодовара «Всё о моей матери», за которую она была номинирована на премию «Гойя» и «Спутник». в дальнейшем исполнила роли ещё в десятке картин, среди которых «Любовь, которая жмёт...» (2002), «Амнезия» (2002) и «Трещина» (2002).
С 2008 по 2015 год была замужем за актёром Луисом Мигелем Сеги.